# Abhaneri
Abhaneri est un village dans le district de Dausa de l'État du Rajasthan en Inde.
Il est notamment connu pour son bâoli Chand Baori et son Temple Harshat Mata.

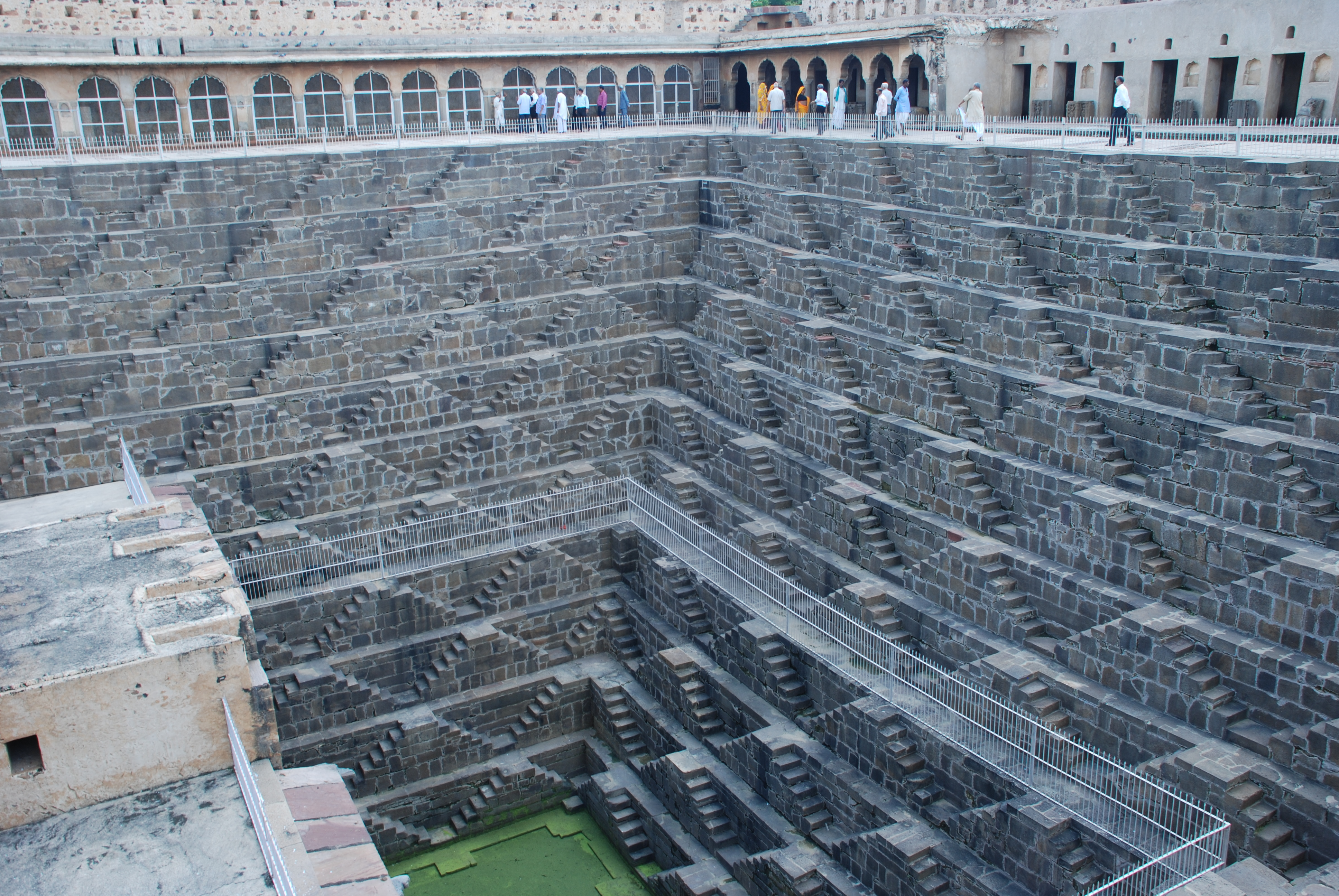
Le bâoli Chand Baori.